# Accademia Pontaniana
Die Accademia Pontaniana (auch Academia Pontaniana) ist eine der ältesten wissenschaftlichen Akademien in Italien mit Sitz in Neapel. Ihre Entstehung reicht in das 15. Jahrhundert zurück.

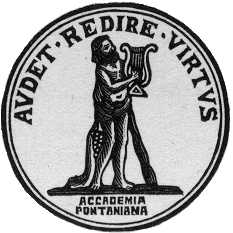
Logo der Accademia Pontaniana

## Geschichte
Das exakte Gründungsjahr der Accademia Pontaniana lässt sich nicht mit Gewissheit angeben. Ihre Anfänge werden ungefähr um das Jahr 1443 datiert, als sich ein Kreis neapolitanischer Gelehrter um Antonio Beccadelli (auch „Panormita“ genannt) versammelte. Dieser informelle Kreis tagte im Castel Nuovo des Königs Alfons V. von Aragon. Nach dem Tode Beccadellis wurden diese gelehrten Zusammenkünfte von Giovanni Pontano geleitet, woraus sich die Bezeichnung Accademia Pontaniana herleitet. Diese Akademie kann allerdings nicht auf eine kontinuierliche Geschichte zurückblicken, vielmehr kam es im Laufe der Jahrhunderte immer wieder zu Unterbrechungen.
Von Vincenzo Cuoco wurde 1808 die Einrichtung reformiert. Im Jahre 1825 wurde sie mit königlichem Dekret offiziell als Akademie anerkannt.

## Struktur
Die heutige Accademia Pontaniana ist in 5 Klassen eingeteilt:
- Scienze Matematiche Pure ed Applicate (Reine und angewandte Mathematik)
- Scienze Naturali (Naturwissenschaften)
- Scienze Morali (Moral und Politik)
- Storia, Archeologia e Filologia (Geschichte, Archäologie und Philologie)
- Lettere e Belle Arti (Literatur und Schöne Künste)

Jede Klasse setzt sich aus 20 ordentlichen Mitglieder mit Wohnsitz in Neapel, 10 ordentlichen auswärtigen Mitgliedern sowie 20 korrespondierenden Mitgliedern zusammen.
Die Akademie gibt eine Reihe von Publikationen heraus, darunter die Atti dell'Accademia Pontaniana als jährliches Periodikum sowie die Quaderni dell'Accademia Pontaniana als Serie von Monographien.